# Eleanor Ireland
Eleanor D. L. Ireland, de soltera Outlaw, (Berkhamsted, 7 de agosto de 1926) fue una de las primeras pioneras británicas en informática y miembro del Women's Royal Naval Service.

## Trayectoria
Ireland nació en el condado de Hertfordshire, en Inglaterra. Tenía un hermano que estaba en la Real Fuerza Aérea británica, y que más tarde trabajó para el Ministerio de Agricultura y Pesca como estadístico. Su padre trabajaba como funcionario público. Ireland asistió a la Berkhamsted School for Girls desde que tenía diez años hasta que se marchó a los diecisiete. En la escuela, recibió distinciones en lengua inglesa, literatura inglesa, francés y biología.
Después de terminar la escuela, Ireland se mudó a Londres con la esperanza de estudiar arquitectura. A pesar de ser aceptada en la Escuela de Arquitectura de Regent Street, finalmente no asistió debido a la Segunda Guerra Mundial. Creía que sería un desperdicio de dinero asistir a la escuela de arquitectura y arriesgarse a ser enviada a la guerra. En su lugar, decidió trabajar en la tienda filatélica de un amigo en Chancery Lane hasta 1944. En la primavera de ese año, se ofreció como voluntaria al Women's Royal Naval Service (WRNS), donde fue aceptada el 2 de agosto de 1944.
Estuvo en el Castillo de Tullichewan, situado cerca del Lago Lomond, en Escocia donde realizaba tareas de limpieza y preparación de alimentos. Después, fue trasladada a Bletchley Park y se le informó de que formaba parte del PV Special Duties X. Al igual que otras mujeres que querían un trabajo con las nuevas máquinas, Ireland tuvo que obtener una buena puntuación en una prueba de nivel. El trabajo en el que estaba involucrada era de alto secreto, y a ella, junto con las demás mujeres con las que trabajaba, se le dijo que no contara a nadie la labor que estaban realizando. Todas las mujeres debían firmar la Official Secrets Act (Ley de Secretos Oficiales), prometiendo no divulgar ninguna información sobre su trabajo. Ireland pasó el resto de su tiempo con el WRNS de Woburn Abbey.
Después de la guerra, pensó en dedicarse a la decoración de interiores, pero una "tía muy formidable" que enseñaba arte en una escuela secundaria de Wolverhampton, la convenció de que estudiara arte en la Escuela Politécnica de Arte de Regent Street, donde pasó cinco años, y luego encontró trabajo haciendo ilustraciones de libros. Se casó con Dennis Ireland, un microbiólogo que trabajaba en investigación para Glaxo, y tuvieron dos hijos, Robin y Toby. Cuando se hicieron mayores, trabajó enseñando arte a adultos.

### El trabajo con Colossus
Ireland y Jean Beech, otra empleada de WRNS, trabajaron con un matemático mientras residían en Woburn Abby. Trabajó con el dispositivo Colossus II para intentar descifrar diferentes combinaciones de mensajes codificados que los alemanes estaban transmitiendo durante la Segunda Guerra Mundial. La computadora Colossus tenía que desencriptar una configuración diaria para resolver el código de Tunny. Ireland tenía que registrar todas las cintas que se le enviaban con la fecha y la hora en las que se recibían los mensajes y el momento en que se retiraban, y luego las cargaba en el Colossus II. Manejaba las computadoras Colossus usando alfileres y cinta de cobre niquelado. La cinta de papel estallaba durante las carreras de alta velocidad y quienes las manipulaban usaban pegamento para volver a juntar todas las piezas.